# Antaeus
Antaeus — блэк-метал-группа из Франции.

## История
Группа Antaeus была сформирована в 1993 году, в основном в качестве сайд-проекта и, по словам участников группы, не была «ни чем особенным». А., который также был басистом Blut Aus Nord, покинул группу после нескольких репетиций, а вокалист MkM и гитарист Piat продолжали как дуэт. Первые записи были сделаны с драм-машиной и с Piat’ом в качестве вокалиста и были распространены в нескольких экземплярах, хотя по словам самих музыкантов это «было дерьмом». Группа «стала более серьезной» в 1995 году и «стала настоящей группой», когда к ним присоединились барабанщик Storm и бас-гитарист BlackPriest. Следующая репетиционная запись сделала группу более известной в андерграунд-сцене, и появились несколько интервью с ними в ряде изданий. В 1996 году они выпустили свой первый настоящий демо-альбом «Supremacist Dawn», продав 350 копий.
Басист Kheer играл в группе с 1995 по 1996, но покинул за две недели до очередного концерта и был заменён на Set’а. Ряд конфликтов в группе привел к уходу Piat’а, сразу после одного из совместных с Impaled Nazarene концертов. Set стал новым гитаристом. Оливье (Olivier) присоединился к группе в качестве второго гитариста, но вскоре покинул группу. Филипп (Philippe) присоединился к ним на басу, что «вывело группу на более высокий уровень» и позволило Antaeus принять участие в сборнике Metal 13 с более известными французскими группами, такими как Massacra, Agressor, Despond и другими. По словам группы, их вклад «не стал образцовым Antaeus (так записи снова оказались дерьмом)» но определенное увеличение известности «привело к новой эре для группы». Они также участвовали в записи тройного сборника CD Encyclopedia Pestilencia, выпущенного через Velcet Music International.
Их дебютный альбом Cut Your Flesh and Worship Satan был коллекцией перезаписанных демо-треков. Затем они подписали контракт с Osmose Productions на запись своего второго альбома De Principii Evangelikum. К 2003 году все оригинальные участники покинули группу, и с тех пор Antaeus была во главе с MkM’ом и Set’ом. В 2006 году лейбл Norma Evangelium Diaboli выпустил их третий альбом Blood Libels. После выхода Blood Libels группа была неактивна и полу-активна в течение довольно продолжительного времени. Однако в последнее время они возобновили концерты.
В ноябре 2016 года вышел четвёртый полноформатный альбом группы — Condemnation.

## Музыкальный стиль и идеология
Репетиционная запись 1995 года напоминала звук Les Légions Noires, движения к которому Antaeus относились едва ли не враждебно. Демо-альбом Supremacist Dawn был раскритикован самой же группой как «худшая из записей Antaeus». Blood Libels был описан как «агрессивный блэк-металл с брошенной туда щепоткой (или десятью) дэт-метала». Завершает альбом девяти с половиной минутный заглавный трек, который был описан как «настолько интенсивный, что буквально невыносимый». Вокалист MkM считает, что блэк-металл должен быть сатанинским, но, что не все музыканты группы должны быть сатанистами, и что он сам «может быть единственный в группе кому интересен сатанизм». Лозунг группы — «Анти Бог, Анти Музыка, Анти Ты».

## Дискография

### Студийные альбомы
- 2000 — Cut Your Flesh and Worship Satan
- 2002 — De Principii Evangelikum
- 2006 — Blood Libels
- 2016 — Condemnation[4]

### Другие
- 1996 — Supremacist Dawn (демо-запись)
- 1998 — Демо-сплит с Eternal Majesty
- 1999 — Rekordin 2000-I
- 1999 — Nihil Khaos (концертный альбом)
- 2001 — Reverse Voices of the Dead (сплит-EP с Necrophagia)
- 2001 — SPK Kommando (сплит- EP с Deviant, Eternal Majesty, Hell Militia)
- 2002 — Сплит-MLP с Aosoth
- 2002 — Satanic Audio Violence (демо)
- 2003 — Krieg vs. Antaeus (концертный сплит-альбом с Krieg)
- 2004 — Rot (Ltd 7" EP)
- 2005 — From the Entrails to the Dirt (сплит CD/7" EP с Malicious Secrets, Mütiilation и Deathspell Omega)
- 2009 — Antaeus / Katharsis (Ltd 7" EP with Katharsis)

## Участники
- MkM — вокал (1994-present), также участвует в Aosoth
- Set — guitars (1996-present), экс- Aes Dana, также участвует в Aosoth

### Бывшие участники
- A. — бас (1993), также участвует в Blut Aus Nord
- Piat (aka Antaeus) — гитара (1993—1996)
- Storm (aka Hellblaster) — ударные (1994—2003), экс- Aes Dana, также участвует в Arkhon Infaustus
- Black Priest — бас (1994)
- Kheer — бас (1995—1996)
- Olivier — гитара (1996)
- ZVN — ударные (2003—2007)
- Philipe — бас (1996)
- Thorgon — гитара (1998—2003), также участвует в Eternal Majesty и Deviant, экс-Aosoth
- Sagoth (Eternal Majesty) — бас (1998—2003), экс- Aosoth,
- LSK — бас (2003—2008), также участвует в Vorkreist, Hell Militia и Secrets of the Moon